# Gynoplistia apicalis
Gynoplistia apicalis är en tvåvingeart. Gynoplistia apicalis ingår i släktet Gynoplistia och familjen småharkrankar.

## Underarter
Arten delas in i följande underarter:
- G. a. apicalis
- G. a. evanescens
- G. a. helmsi